# Griesheim
Griesheim è una città tedesca di 27 837 abitanti,, situata nel Land dell'Assia.